# Dolichopeza (Oropeza) variitibiata
Dolichopeza (Oropeza) variitibiata is een tweevleugelige uit de familie langpootmuggen (Tipulidae). De soort komt voor in het Oriëntaals gebied.